# Аниш-Ахпердино
Ани́ш-Ахпе́рдино (чув. Çӗнӗ Ахпӳрт) — деревня в Канашском районе Чувашской Республики. Входит в состав Шакуловского сельского поселения.

## География
Находится в центральной части Чувашии, на расстоянии приблизительно 10 км на юго-восток по прямой от районного центра города Канаш на левом берегу реки Ута.

## История
Известна с 1782 года, когда здесь было учтено 187 жителей мужского пола, действовала винокурня. В 1795 году учтено 45 дворов, 360 жителей, в 1858—572 жителя, в 1897—977 жителей, в 1926—251 двор, 1233 жителя, в 1939—1495 жителей, в 1979—933. В 2002 году было 232 двора, в 2010—167 домохозяйств. В 1931 году был образован колхоз «Красный путиловец», в 2010 году действовало ООО «Весна».

## Население
Постоянное население составляло 590 человек (чуваши 99 %) в 2002 году, 414 в 2010.